# Atención curativa
La atención curativa o medicina curativa es la atención médica que se brinda para afecciones médicas en las que se considera que una cura se puede lograr, o incluso posiblemente, y está dirigida a este fin. El cuidado curativo se diferencia del cuidado preventivo, que tiene como objetivo prevenir la aparición de enfermedades a través de productos farmacéuticos y técnicas como la inmunización, el ejercicio, hábitos alimenticios adecuados y otras cuestiones relacionadas con el estilo de vida, y del cuidado paliativo, que se concentra en reducir la gravedad de los síntomas, como dolor.